# Långlivade insekter

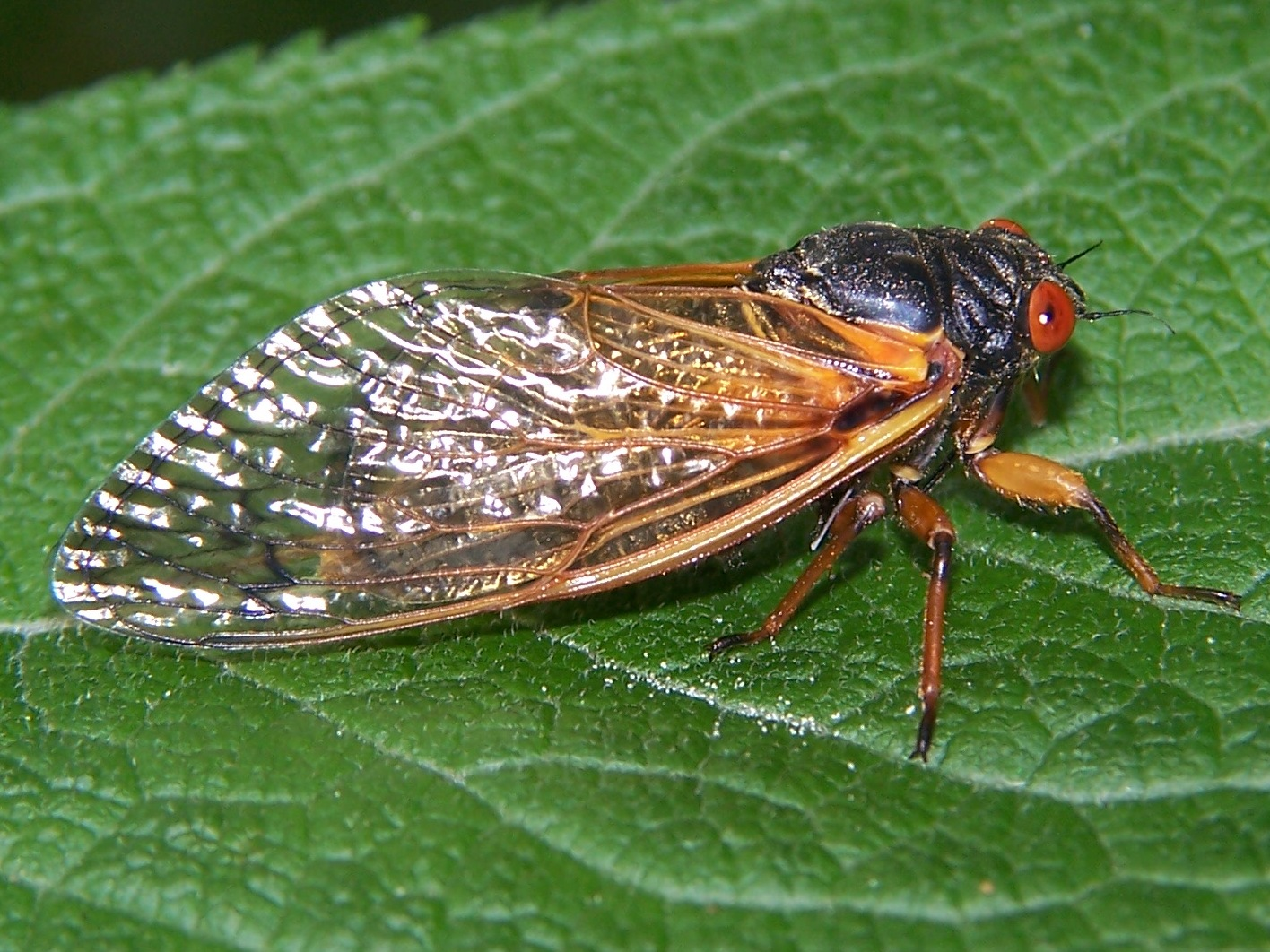
Ett exemplar av den nordamerikanska sjuttonårscikadan, Magicicada sp..

Långlivade insekter finns av många arter och släkten. Särskilt finns det gott om lösningar bland insektsarterna, för att överleva i kärva miljöer. I nordiskt klimat finns därför gott om arter med påtagligt längre utvecklingstid, även om de insektsarter som sätter rekorden finns i andra miljöer.

## Processer för ett långt insektsliv
Det är framför allt tre processer som kan bidra till att ge en insektsart långt liv.
1. En långsam larvutveckling
2. Ett långt liv som vuxen insekt
3. En långvarig vila i diapaus

### En långsam larvutveckling
Det bästa exemplet är den nordamerikanska sjuttonårscikadan, (Magicicada sp.). Den lever i sjutton år i marken som larv, och suger näring från trädens rötter. Eftersom alla individer är lika gamla uppträder arten bara vart sjuttonde år. Under en kort period är träden fulla av sjungande cikador, som parar sig och lägger ägg. Sedan dröjer det sjutton år tills nästa generation dyker upp i samma område.
Magicicada är därmed det insektssläkte som har den längsta livscykeln. Släktet har attraherat vetenskapsmän i århundraden. Redan 1665 innehöll den första volymen av Philosophical Transactions of the Royal Society en rapport från New England beträffande sjuttonårscikadorna:
| ” | … svärmar av märkliga insekter och det förtret de skapade. | „ |

Charles Darwin riktade också sina blickar mot cikadorna. Fortfarande spekulerar entomologerna över den biologiska klocka som kan få cikadorna att träffa rätt inom veckan på sjutton år, för att utvecklas till vuxna samtidigt och därmed säkerställa parningar och en ny generation. Det finns tre arter som prickar rätt på sjutton år och fyra arter som prickar rätt på tretton år. Det biologer verkar överens om är att cikadornas långa livscykel är en evolutionär fördel, som lurar dess fiender. Att livscykeln prickat de båda primtalen, 13 och 17, har också lett till spekulationer om primtalen på något sätt är särskilt verkningsfulla ur evolutionärt synpunkt.

### Ett långt liv som vuxen insekt
Rekorden vad gäller långt vuxet liv återfinns hos de sociala insekterna. Drottningar i vissa myr- och termitsamhällen kan leva i upp till trettio år. Bland långlevarna räknas svartmyran (Lasius niger) där rekordet är en myrdrottning som levde i 28 år.

### En långvarig vila
Den tredje vägen till ett längre liv är att sova. Insekter kan inför vintern eller andra ogynnsamma betingelser gå ner i ett vilostadium, diapaus. Det är känt att diapausen hos en del insektsarter kan sträcka sig över flera år, till exempel hos vårtbitare och vissa fjärilsarter. Björkspinnarens puppa kan övervintra i upp till fjorton år. Gallmyggan Contarinia vincetoxici har en diapaus på i genomsnitt sex år och lurar därmed sina värsta fiender, två arter av parasitstekel, som visserligen också har lång diapaus, men högst klarar fyra års vilostadium.

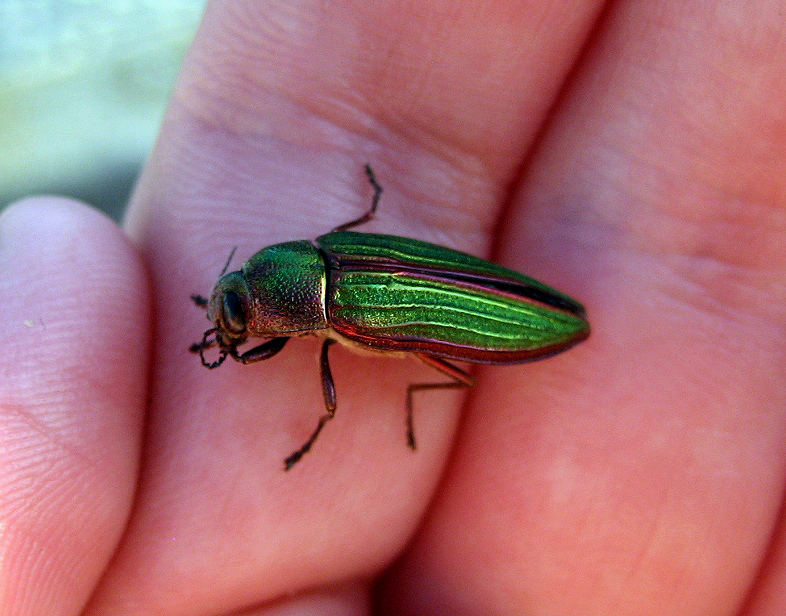
Den nordamerikanska praktbaggen Buprestis (Cypriacis) aurulenta, som innehar rekordet i livslängd bland insekter.

## Åldersrekordet hos insekter
Det är den nordamerikanska praktbaggen Buprestis aurulenta som enligt Guinness Rekordbok (1990) har rekordet som längst levande art i insektsvärlden. Ett exemplar i Essex, England, utvecklades till skalbagge 1982 efter 47 år som larv. Denna art använde sig med andra ord av den första metoden för att slå rekord.

### Engelska originalcitat
1. ↑  […] swarms of strange insects, and the mischiefs done by them.